# Wenhaston
Wenhaston är en by i civil parish Wenhaston with Mells Hamlet, i distriktet East Suffolk, i grevskapet Suffolk, i England. Orten har 508 invånare (2015). Byn nämndes i Domedagsboken (Domesday Book) år 1086, och kallades då Wenadestuna.